# Blaesoxipha deleta
Blaesoxipha deleta är en tvåvingeart som först beskrevs av Wulp 1896.  Blaesoxipha deleta ingår i släktet Blaesoxipha och familjen köttflugor. Inga underarter finns listade i Catalogue of Life.